# Аркадија Јуниверсити (Пенсилванија)
Аркадија Јуниверсити (енгл. Arcadia University) насељено је место без административног статуса у америчкој савезној држави Пенсилванија.

## Демографија
По попису из 2010. године број становника је 595.
| Група             | 2000.    | 2010.       |
| Белци             | 0 (0,0%) | 478 (80,3%) |
| Афроамериканци    | 0 (0,0%) | 49 (8,2%)   |
| Азијати           | 0 (0,0%) | 22 (3,7%)   |
| Хиспаноамериканци | 0 (0,0%) | 43 (7,2%)   |
| Укупно            | 0        | 595         |